# Pilot (компания)
Pilot Corporation (яп. 株式会社パイロットコーポレーション Кабусики-гайся Пайротто Ко:порэ:сён) — японская компания по производству пишущих принадлежностей.

## История создания компании
В 1918 году профессор токийского Колледжа торгового судоходства Рёсукэ Намики задумал усовершенствовать пишущие инструменты, которыми ему, его студентам и коллегам приходилось пользоваться ежедневно. Создав новую модель перьевой ручки и заключив партнёрское соглашение со своим коллегой Масао Вадой, он образовал компанию «Производственная компания NAMIKI». В 1926 году корпорация NAMIKI вышла на мировой рынок и открыла свои отделения в Лондоне, Нью-Йорке, Шанхае и Сингапуре, а спустя год перьевые ручки перестали быть единственной товарной позицией в ассортименте компании: в продажу были введены первые механические карандаши и чернила собственного производства из плодов лакового дерева. В 1938 году компания переименована в «Pilot Pen», а потом — в «Pilot Corporation». В 1950-е годы Pilot открыла региональные компании по всему миру.